# Gerard Nolst Trenité
Gerard Nolst Trenité (20. července 1870, Utrecht – 9. října 1946, Haarlem) byl nizozemský učitel angličtiny.
Nolst Trenité publikoval pod pseudonymem Charivarius a je známý v anglicky mluvícím světě hlavně pro svou báseň Chaos, která demonstruje mnoho zvláštností anglického pravopisu. Ta obsahuje ve své obsáhlejší 274 řádkové verzi zhruba 800 příkladů pravopisných nepravidelností, což ji dělá jednou z nejobtížněji recitovatelných anglických básní, a je také často používána jako rychlý test zdatnosti v angličtině.